# Tjødnane
Tjødnane ist eine Gruppe kleiner Seen in der Provinz Rogaland in der Kommune Strand in Norwegen.

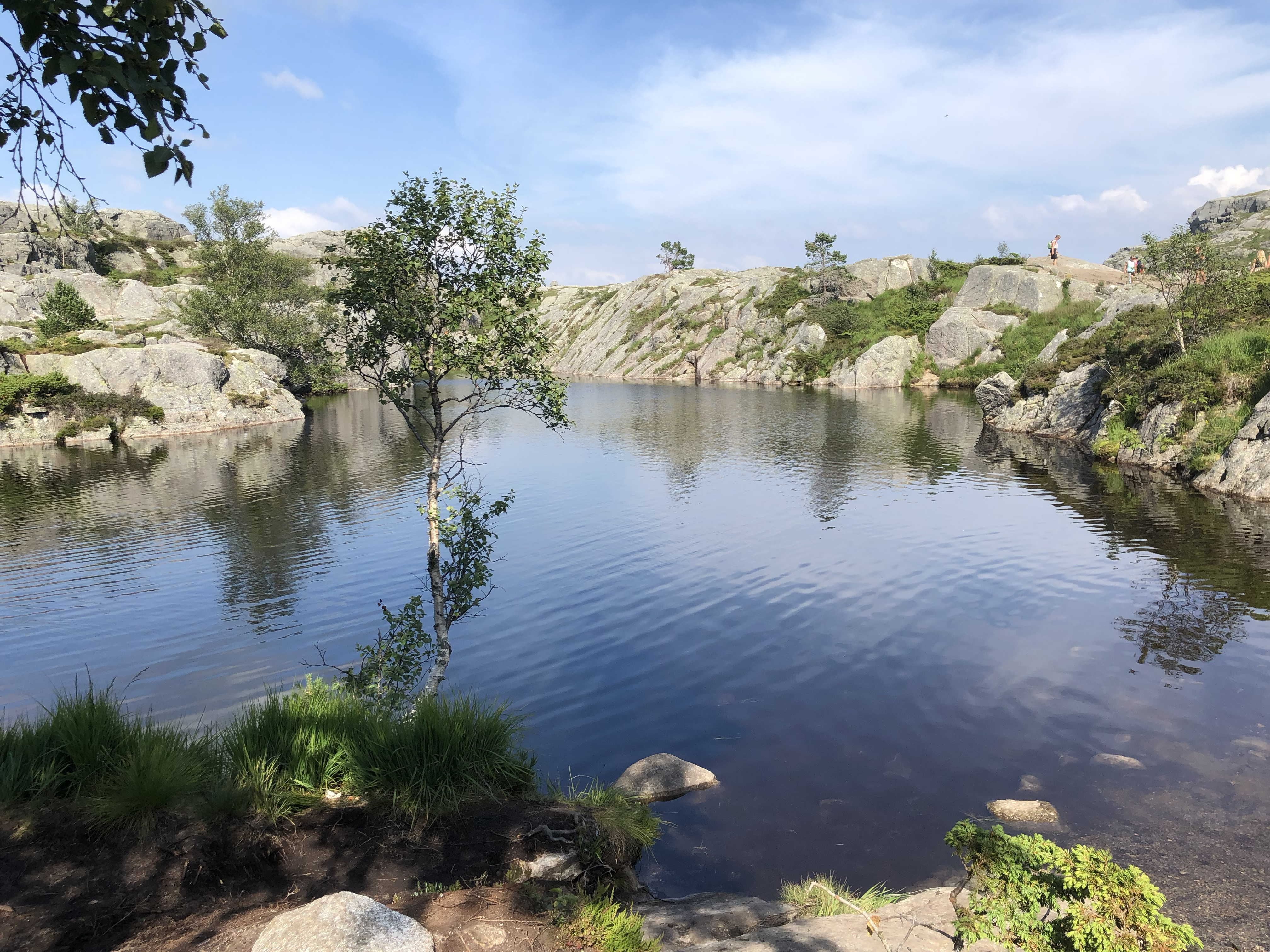
Östlicher See, 2019

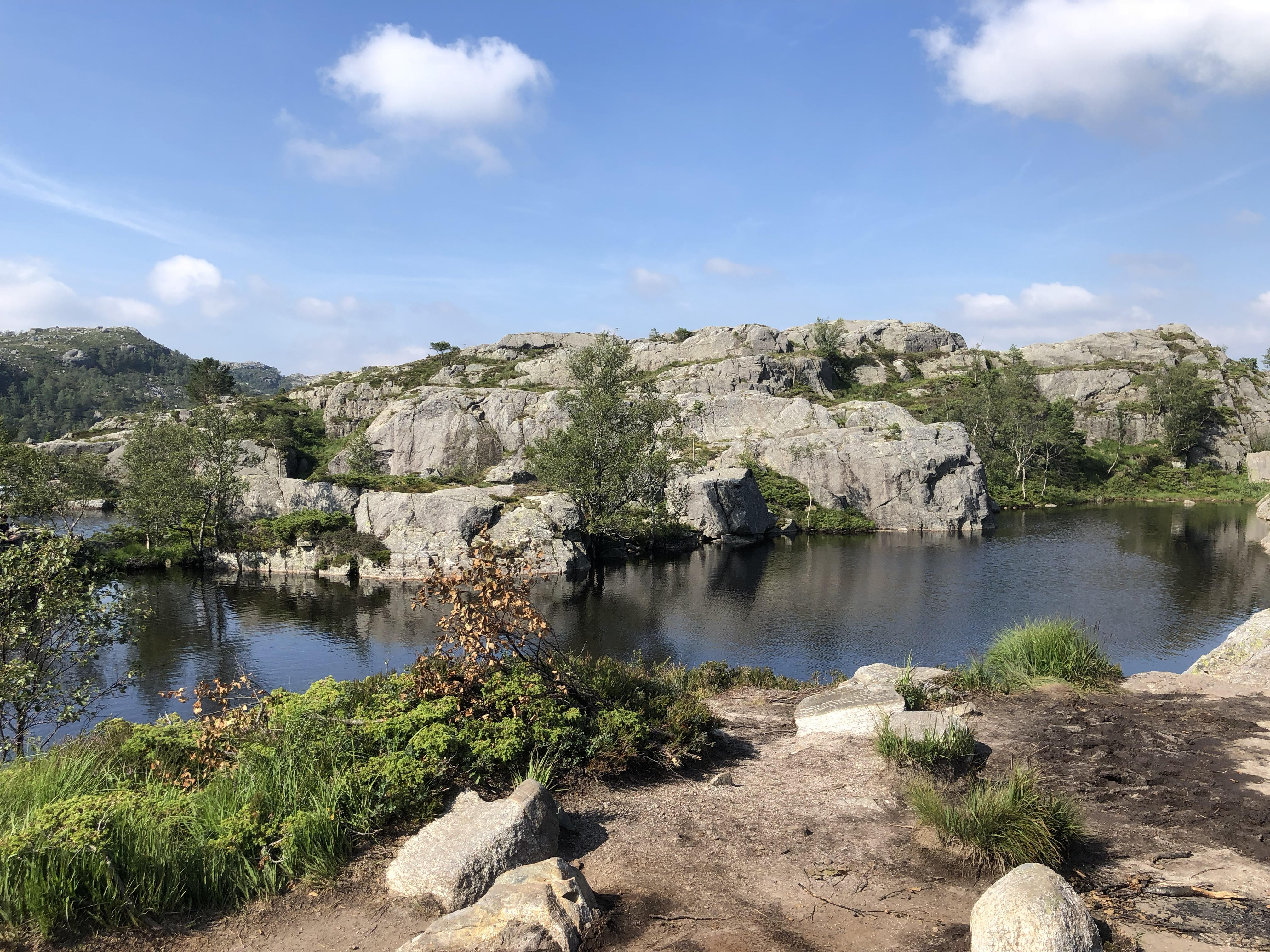
Südlicher See

Die Seen liegen etwa einen Kilometer westlich des bekannten Preikestolen. Der stark genutzte Wanderweg, der von der Berghütte Preikestolhytta zum Preikestolen führt, verläuft durch die Seengruppe hindurch.
Der größte der Seen ist der westlichste der Gruppe. Er umfasst 4800 m² und hat einen Durchmesser von etwa 90 Metern. Sein Einzugsgebiet wird mit 30.000 m² angegeben, seine Höhenlage mit 531,3 Metern. Zum Teil wird nur dieser See als Tjødnane genannt. Etwa 30 Meter weiter östlich liegt ein weiterer See der Gruppe. Seine Höhe ist mit 534,5 Metern etwas höher. Er erstreckt sich in West-Ost-Richtung über etwa 80 Meter, bei einer Breite von bis zu 50 Metern. Ein dritter See liegt etwa 15 Meter südlich hiervon, auf einer Höhe von ungefähr 541 Metern. Er zieht sich langgestreckt von Südwesten nach Nordosten über etwa 100 Meter, bei einer Breite von bis zu etwa 40 Metern. Darüber hinaus bestehen in der unmittelbaren Umgebung einige kleinere weitere Wasserflächen.